# San Miguel Mixtepec (kommun)
San Miguel Mixtepec är en kommun i Mexiko.   Den ligger i delstaten Oaxaca, i den sydöstra delen av landet, 400 km sydost om huvudstaden Mexico City.
Följande samhällen finns i San Miguel Mixtepec:
- San Miguel Mixtepec
- Agua Fría Campanario
- San Isidro
- Lima
- Llano Verde
- Rancho Frutal
- Tierra Colorada
- El Campanario
- Ranchos Cercanos